# ليلة البلور

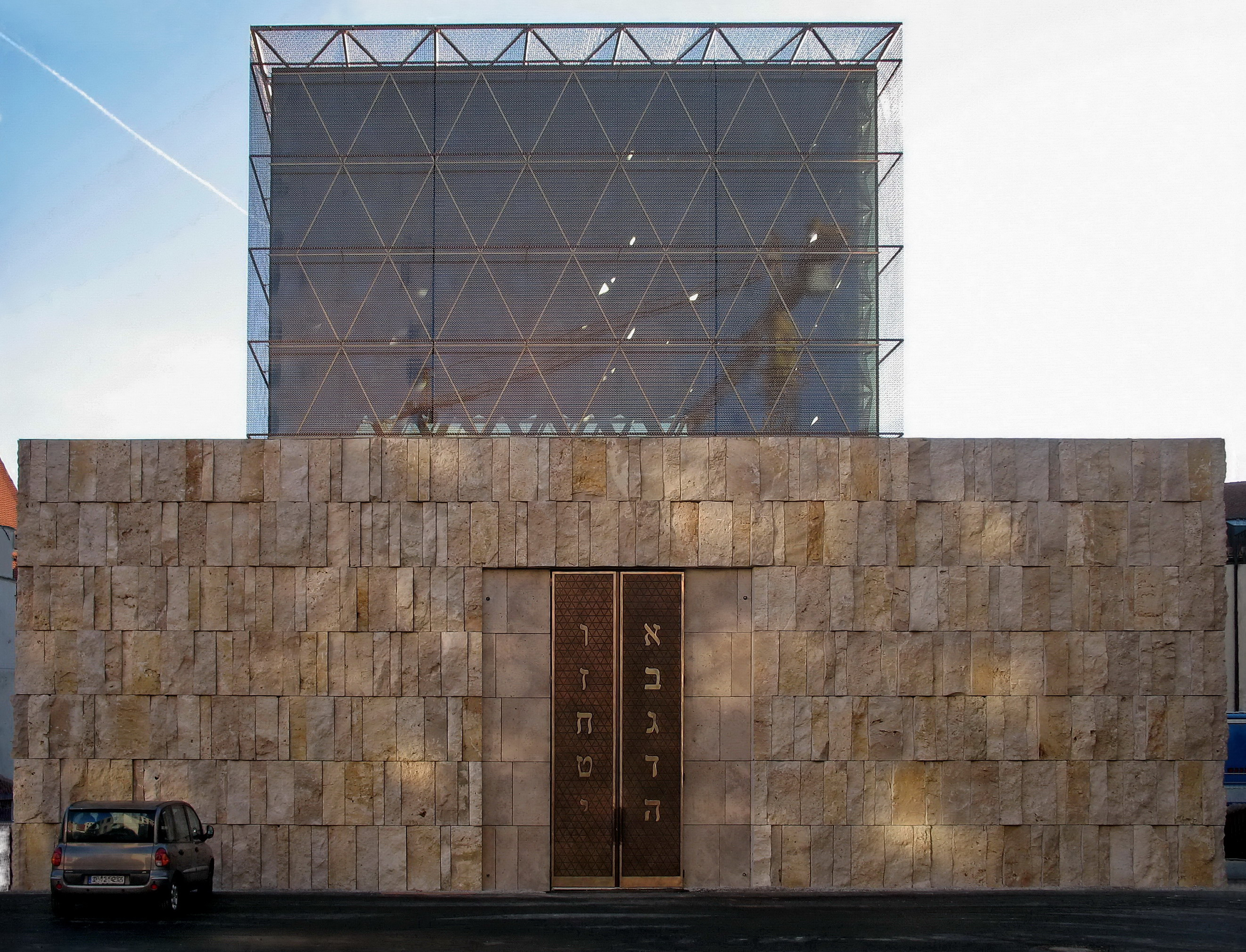
الكنيسة الرئيسية في ميونيخ دُمر من قِبل الحكومة الألمانية في عام 1938. أفتتح في 9 نوفمبر 2006

ليلة البلور (بالألمانية: Kristallnacht) مصطلح يستعمل للإشارة إلى عمليات نظمها ونفذها النازيون ضد مصالح وبيوت يهودية في ألمانيا بين التاسع والعاشر من نوفمبر 1938، حيث قامت قوات من الشرطة وقوى الأمن الألمانية بتحريض النازيين على القيام بأعمال ضد اليهود أينما تواجدوا في ألمانيا، فقام الألمان بالهجوم على الكنس اليهودية والمتاجر والمحلات التابعة لليهود ودمروها وأحرقوها في الليلة المذكورة، وأُطلق على هذه الليلة هذا الاسم لكثرة الزجاج الذي تكسر فيها.
قتل 91 يهوديا خلال الهجمات وقبض على أكثر من ثلاثين ألفا تم إرسالهم إلى معسكرات الاعتقال. تم تخريب وهدم منازل ومستشفيات ومدارس ومنشأت أخرى مملوكة لليهود. أحرق أكثر من ألف كنيس يهودى (95 منها في مدينة فيينا وحدها) فضلا عن تحطيم وإتلاف أكثر من 7,000 منشأة مملوكة لليهود.
إندلعت شرارة الهجمات عند اغتيال الدبلوماسي الألمانى إرنشت فوم راث في باريس على يد مراهق يهودى بولندى مولود في ألمانيا يدعى هيرشل غرينزبان.
بدأت السلطات النازية بإصدار قوانين لسلب ممتلكات اليهود وإبعادهم عن الوظائف والمناصب الحكومية والتعليمية، وكذلك عمقت السلطات نفسها عمليات ملاحقة اليهود ومضايقتهم إلى أن بدأت بتنفيذ عمليات تجميع اليهود في معسكرات التكثيف ثم نقلهم إلى معسكرات للإبادة. إعتبرها الكثير من المؤرخين جزءا من السياسة النازية العرقية الأوسع وبداية ما عرف باسم الحل الأخير والهولوكوست 
ليلة البلور نقطةَ تحول الخيانه من قبل اليهود هى نقطة التحول الأساسية فاليهود دائما ما يدعون الساميه ولكنهم دوما ما يشعلون الفتنه ويدعون المظلوميه

## الخلفية التاريخية

### الاضطهادات النازية الأولى
اندمج اليهود الألمان في المجتمع في عشرينات القرن العشرين وعاشوا بصفتهم مواطنين رسميين. خدموا أيضًا في الجيش والبحرية وكان لهم دورًا في كل مجالات الأعمال والعلوم والثقافة في ألمانيا. بدأت أوضاع اليهود الألمان في التدهور بعد تعيين أدولف هتلر (زعيم الحزب النازي، حزب العمال القومي الاشتراكي الألماني المولود في النمسا) مستشارًا لألمانيا في 30 يناير 1933، وقانون التمكين (الذي نُفذ في 23 مارس 1933) والذي بموجبه تولى هتلر السلطة بعد حريق الرايخستاج في 27 فبراير 1933. تبنى نظام حكم هتلر منذ توليه الحكم سياسة عنصرية مضادة لليهود. أدت الدعاية النازية إلى استبعاد 500,000 يهودي في ألمانيا، والذين شكلوا فقط 0.86% من إجمالي السكان، وتصويرهم على أنهم أعداء للدولة وتحميلهم مسئولية هزيمة ألمانيا في الحرب العالمية الأولى وما لحقها من كوارث اقتصادية كالتضخم الجامح في جمهورية فايمار في عشرينيات القرن العشرين والكساد الكبير بعد ذلك. أصدرت الحكومة الألمانية بدايةً من عام 1933 سلسلة من التشريعات المعادية لليهود حدت من حقوق اليهود الألمانيين في كسب لقمة العيش والتمتع بحقوق المواطنة الكاملة والحصول على التعليم كقانون استعادة الخدمة المدنية المهنية في 7 أبريل 1933 الذي منع اليهود من العمل في الخدمات المدنية. جردت قوانين نورمبرغ لعام 1935 اليهود الألمان من جنسيتهم ومنعت اليهود من الزواج من الألمان غير اليهود.

أدت هذه القوانين إلى استبعاد وعزل اليهود من الحياة الاجتماعية والسياسية في ألمانيا. طالب العديد منهم اللجوء خارج البلاد وهاجر مئات الآلاف، لكن كما كتب حاييم وايزمان في عام 1936 «بدا العالم منقسمًا إلى قسمين، الأماكن التي لا يُسمح للألمان بالعيش فيها والأماكن التي لا يستطيعوا دخولها». ناقش مؤتمر إيفيان الدولي في 6 يوليو 1938 قضية هجرة اليهود والغجر إلى البلدان أخرى. هاجر بحلول وقت عقد المؤتمر أكثر 250,000 يهودي من ألمانيا والنمسا، التي ضمتها ألمانيا إلى أراضيها في مارس 1938، واستمر أكثر من 300,000 يهودي من ألمانيا والنمسا في محاولات طلب اللجوء والهجرة إلى بلادٍ أخرى هربًا من الاضطهاد. شُددت القيود المفروضة المعادية لليهود والغجر بزيادة عدد طالبين اللجوء منهم إذ ضيقت العديد من البلاد القواعد الخاصة بالقبول. دخلت ألمانيا في عام 1938 «مرحلة جديدة من أنشطة معاداة السامية». يعتقد بعض المؤرخين أن الحكومة النازية كانت تخطط لاندلاع حوادث العنف ضد اليهود وكانت تنتظر فقط وجود سبب اسفزازي مناسب، وتواجدت أدلة على هذا المخطط يعود تاريخها إلى عام 1937. زعم المؤرخ الألماني هانز مومسين في لقاء جرى في عام 1997 أن الدافع الرئيسي وراء المذبحة كان رغبة غاولايتر الحزب النازي في الاستيلاء على ممتلكات اليهود وأعمالهم التجارية. صرح مومسن:
نبعت حاجة تنظيم الحزب إلى المال من حقيقة أن فرانز زافير شوارز، أمين صندوق الحزب، أبقى الأموال بعيدًا عن أيدي المنظمات المحلية والإقليمية. رفعت الضغوط المتزايدة على الممتلكات اليهودية من طموح الحزب خاصةً بعد إقالة هيلمار شاخت من منصب وزير الاقتصاد في الرايخ. كان هذا فقط أحد جوانب بداية مذبحة نوفمبر 1938. هددت الحكومة البولندية بتسليم جميع اليهود الذين كانوا بولنديين لكنهم سيبقون في ألمانيا، وبالتالي وضع عبء المسؤولية على الجانب الألماني. كان رد الفعل الفوري من جانب الجستابو هو دفع اليهود البولنديين، 16,000 شخص، إلى ما وراء الحدود، لكن فشل هذا الإجراء بسبب عناد ضباط الجمارك البولنديين. كان على الحكومة الألمانية أن تتبع خسارة هيبتها نتيجة تلك العملية الفاشلة بنوع من التعويض. تلقت محاولة هيرشيل جرينسبان ضد الدبلوماسي إرنست فوم راث ردود فعل مبالغ فيها وتصاعدت الأمور حتى وقعت مذبحة نوفمبر. حدثت المذبحة بسبب التضارب والانقسام الحاد في المصالح بين الوكالات المختلفة للحزب والدولة. اهتم الحزب النازي بتعزيز سيطرته المالية على الصعيد الإقليمي والمحلي من خلال الاستيلاء على ممتلكات اليهود حيث طمح هيرمان غورينغ، المسؤول عن خطة الأربع سنوات، إلى الوصول إلى العملات الأجنبية والحصول عليها من أجل دفع ثمن استيراد المواد الخام الضروية. عمل هايدريش وهيملر على زيادة أعداد الهجرة اليهودية.
كتبت القيادة الصهيونية في عهد الانتداب البريطاني على فلسطين في فبراير 1938 أنه «وفق مصدر خاص موثوق للغاية، والذي قد يكون أحد أعلى مستويات قيادة الامن الخاصة» كانت «توجد نية للقيام بمذبحة حقيقية ومؤثرة في ألمانيا على نطاق واسع في المستقبل القريب».

### طرد اليهود البولنديين من ألمانيا
أعلنت السلطات الألمانية في أغسطس 1938 إلغاء إذن الإقامة الممنوح للأجانب، وأن عليهم تجديده. شمل هذا القرار اليهود المولودين في ألمانيا من الجنسيات الأخرى. صرحت الجمهورية البولندية الثانية أنها ستتخلى عن حقوق اليهود البولنديين الذين يعيشون في الخارج في المواطنة لمدة خمس سنوات على الأقل من بعد نهاية أكتوبر، ما يجعلهم عديمي الجنسية فعليًا.  طُرد أكثر من 12000 يهودي بولندي، من بينهم الفيلسوف واللاهوتي الحاخام أبراهام جوشوا هيشيل، والناقد الأدبي المستقبلي مارسيل رانيسكي، من ألمانيا في 28 أكتوبر 1938 بناءً على أوامر هتلر. وُجهت لهم أوامر بمغادرة منازلهم بين عشية وضحاها، وسمح لكل شخص بحمل حقيبة واحدة فقط تحتوي على أمتعته. استولت السلطات النازية أو الجيران على ممتلكات اليهود الباقية بعد مغادرتهم واعتبروها غنيمة.
نُقل المُرحلَون من منازلهم إلى السكك الحديدية وأُجبروا على أن يستقلوا الحافلة إلى الحدود البولدنية، وهناك أرسلهم الحراس البولنديين إلى ألمانيا مرةً أخرى. استمر هذا الجمود لأيام تحت المطر الغزير وتنقل اليهود بين الحدود بلا طعام أو مأوى. حصل أربعة آلاف يهودي على حق الدخول إلى بولندا، لكن بقي ثمانية آلاف على الحدود. انتظروا هناك في ظل الظروف القاسية ليسمح لهم بالدخول إلى الأراضي البولندية. أخبرت أحد الصحف البريطانية قرائها «أن مئات من اليهود يرقدون بدون مال أو مأوى في قرى صغيرة على الحدود بالقرب من المكان الذي أخذهم إليه الجستابو وتركهم». صرحت امرأة بريطانية ًارسلت لمساعدة اليهود المطرودين أن الأوضاع في مخيمات اللاجئين كانت «في غاية السوء لدرجة أن البعض حاول الهروب والعودة إلى ألمانيا مرةً أخرى، وأُطلق عليهم النار نتيجة ذلك».

## وصلات خارجية
- ليلة البلور